# Munkboshoeven

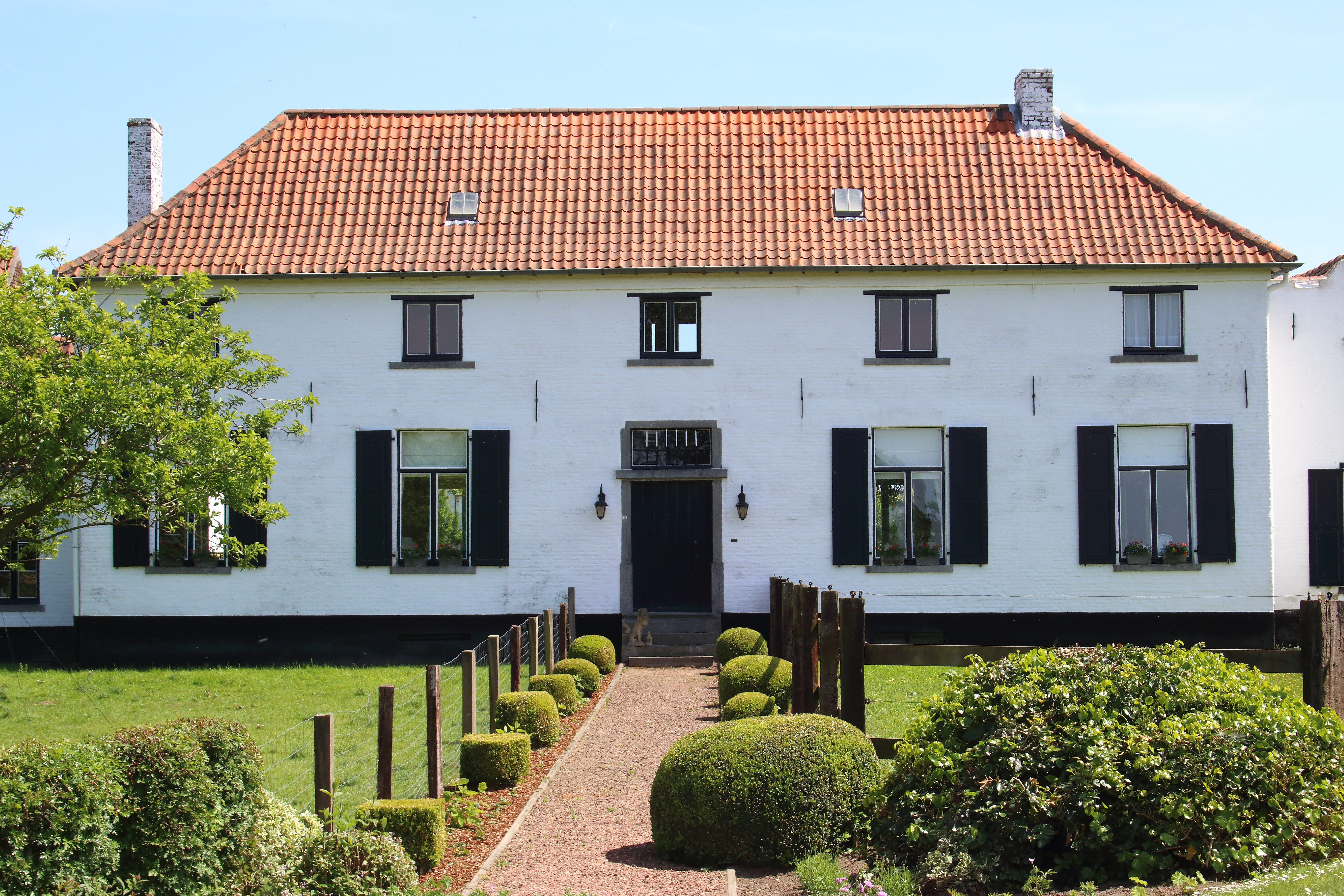
De Munkboshoeven in Velzeke

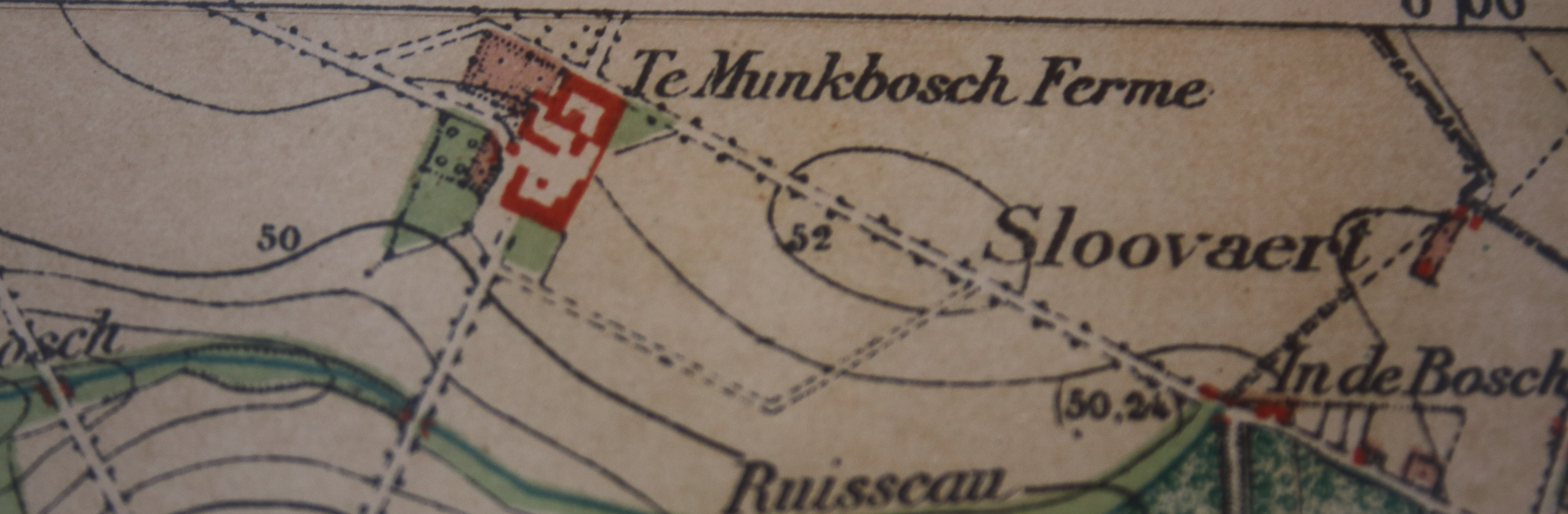
De Munkboshoeven in 1872

De Munkboshoeven zijn een grootschalig boerderijencomplex in Velzeke (Velzeke-Ruddershove), een deelgemeente van de Belgische stad Zottegem. De hoeven werden begin 19e eeuw opgetrokken.
Het domein waar de hoeven gelegen zijn was vanaf de 12e eeuw tot het eind van de 18e eeuw eigendom van de Premonstratenzerabdij Sint-Cornelius en Sint-Cyprianus uit Ninove. De huidige naam Munk verwijst trouwens naar monnik. Vlakbij ontspringt de Munkbosbeek en ligt het Spiegeldriesbos (ook wel 'Munkbos' genoemd). Het exploitatiecentrum werd voor 1187 gebouwd in Dikkelvenne; pas in 1719 werd de eerste hoeve op Velzeeks grondgebied gebouwd (het 'Hof te Magerlande'). De paters van de abdij breidden trouwens door de eeuwen heen het bosareaal systematisch uit, van goed 70 bunder in 1466 tot bijna 100 bunder in 1796. 
In de Franse tijd in België werd het onteigende abdijhoevencomplex rond 1795 als 'nationaal goed' verkocht. De omliggende bossen werden gerooid en midden daarin werd rond 1820 een drieledige landbouwstokerij met woning opgetrokken door Jean-Baptiste Dumst uit Lessen. Het werd een mislukking door gebrek aan voldoende water en het goed werd verkocht aan H.J. Vifquin uit Doornik wiens zus het in 1859 schonk aan het Doornikse COO, de voorloper van het huidige OCMW. Het Velzeekse COO had de schenking van Vifquins zus geweigerd, omdat Vifquin een vrijmetselaar was waarover allerlei duivelse verzinsels de ronde deden.  

## Bescherming
Het hele gebouwencomplex werd later ingedeeld in drie boerderijen waarvan het uitzicht tot vandaag bewaard is gebleven: de Munkboshoeve, de Stokerijhoeve en de Suikerijhoeve.
In 1976 kwam de eigendom terug in privé-handen toen het complex werd verkocht aan de vroegere pachters en NV Matexi, die er een verkaveling en golfterrein plande. Algemeen protest van de streekbewoners heeft dit uiteindelijk kunnen tegenhouden. De omgeving van de hoeven werden mede daarom in twee fasen beschermd als landschap. De hoeven zelf werden in 1980 beschermd als monument omwille van hun historische, architecturale en volkskundige waarde.

## Afbeeldingen

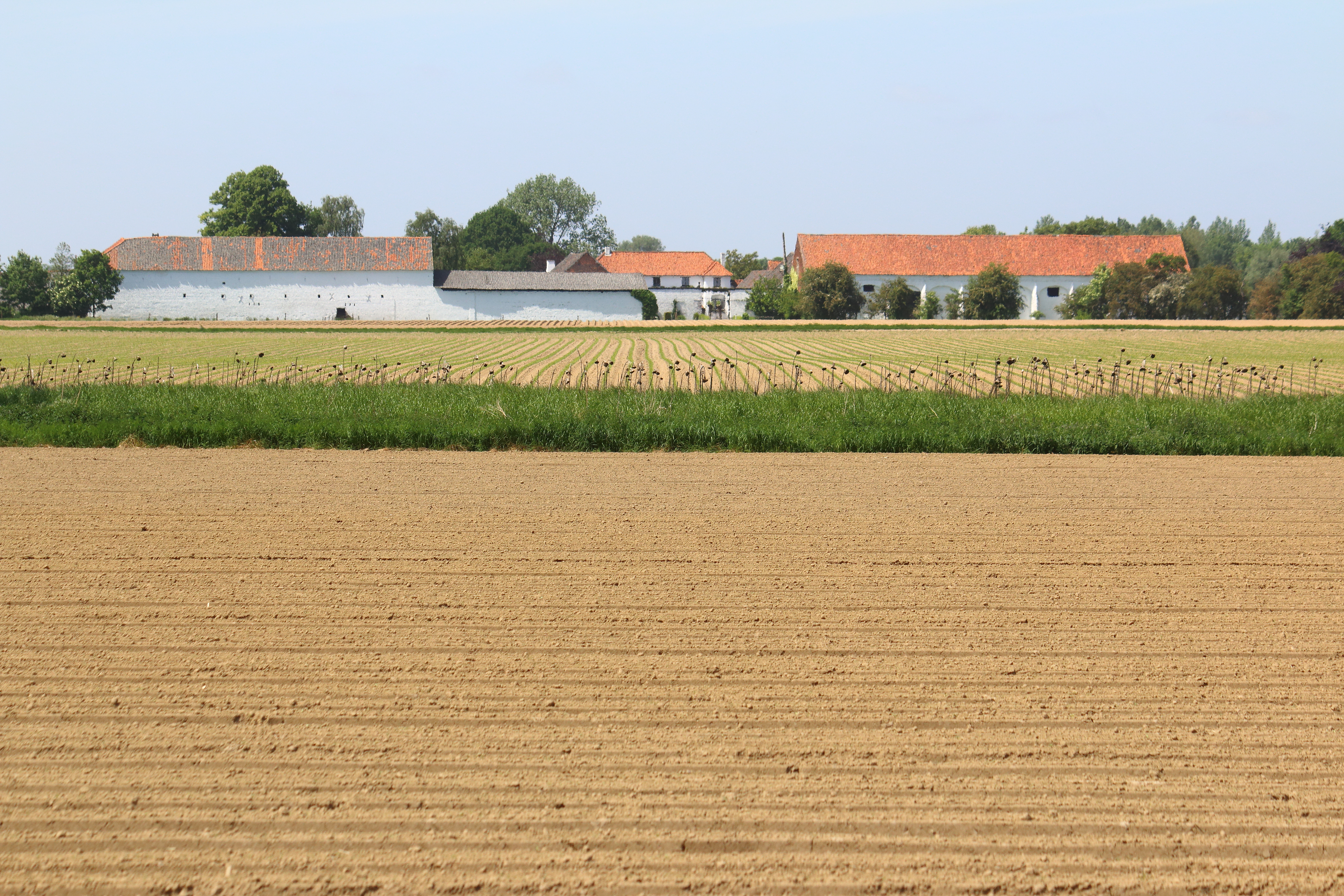
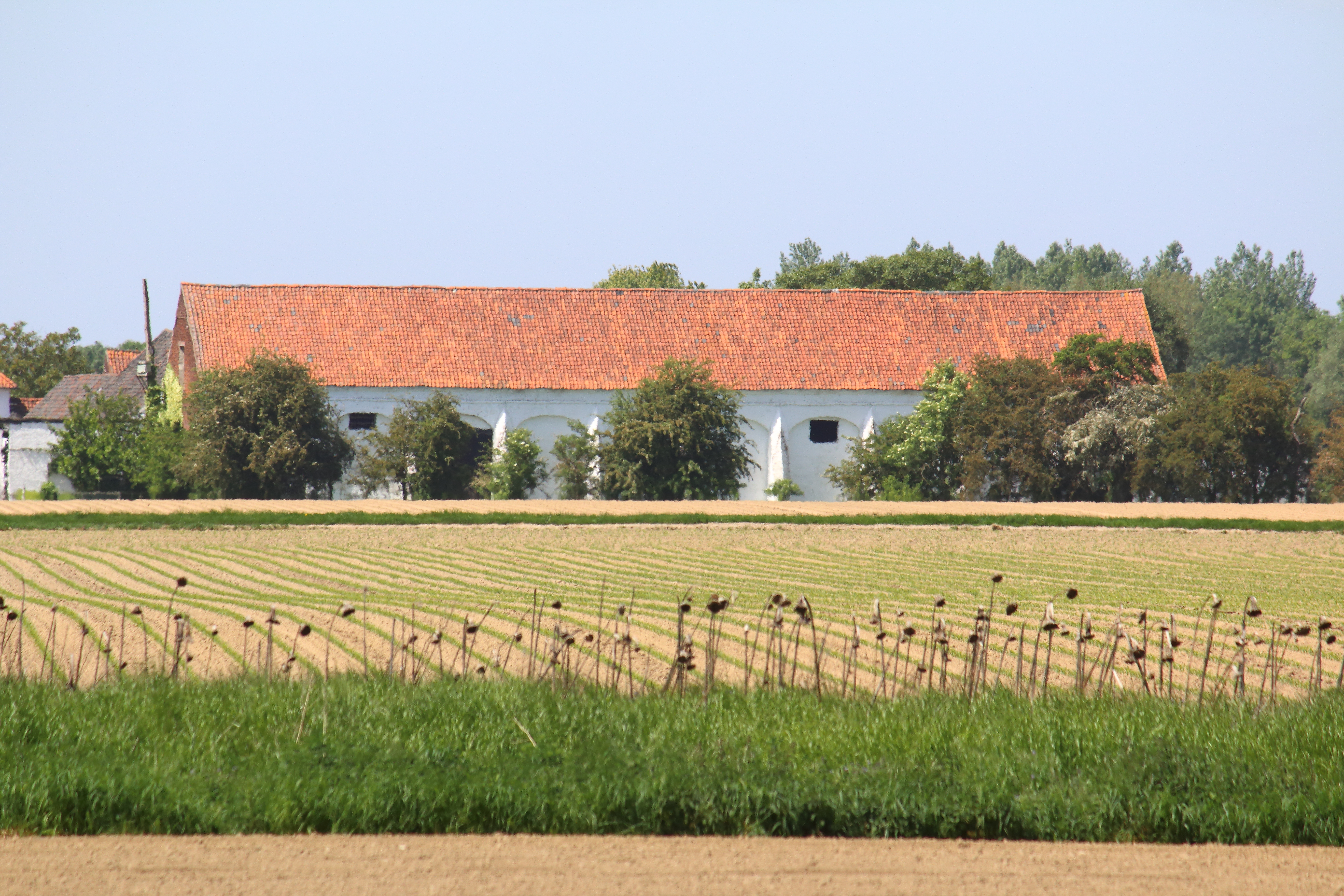
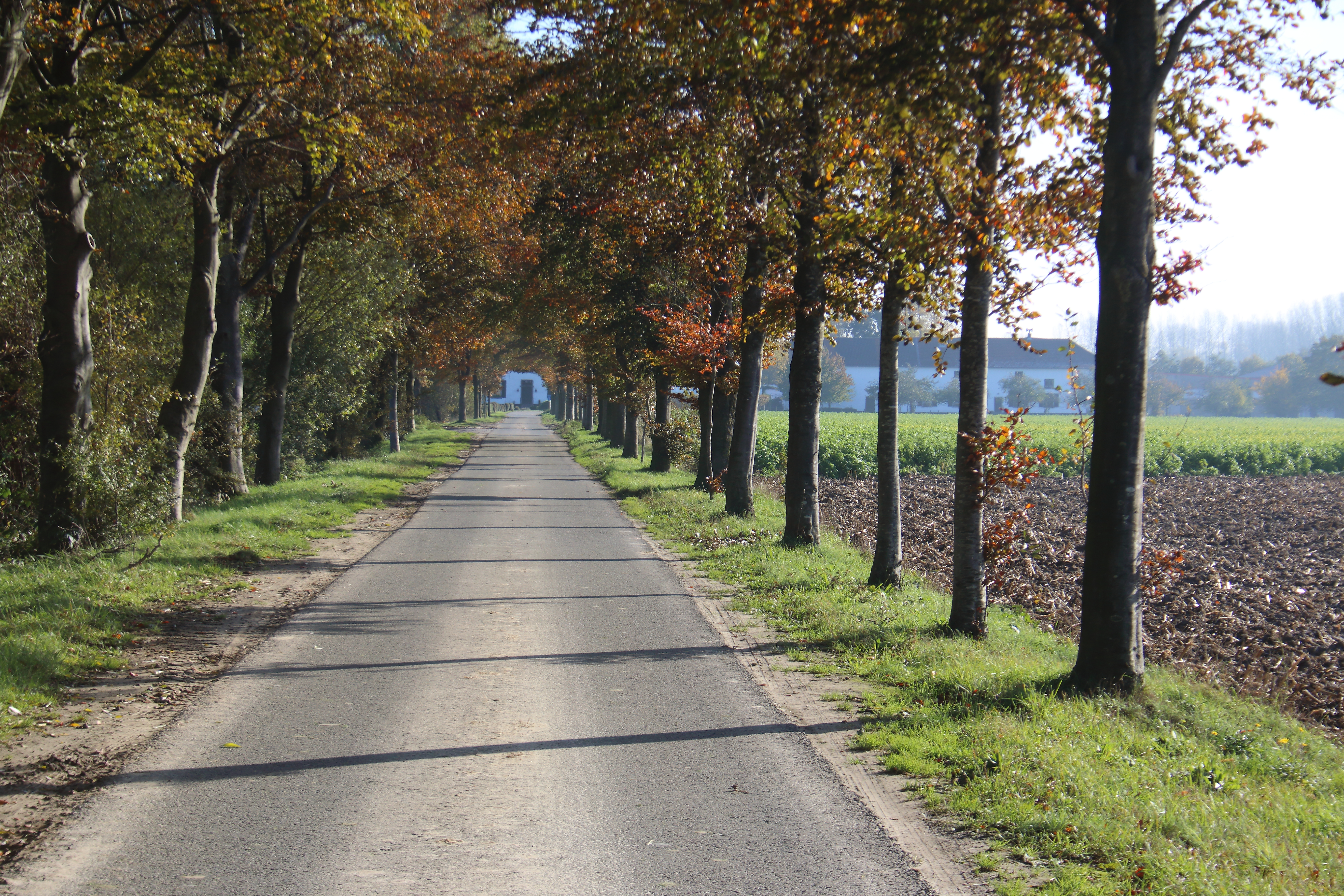
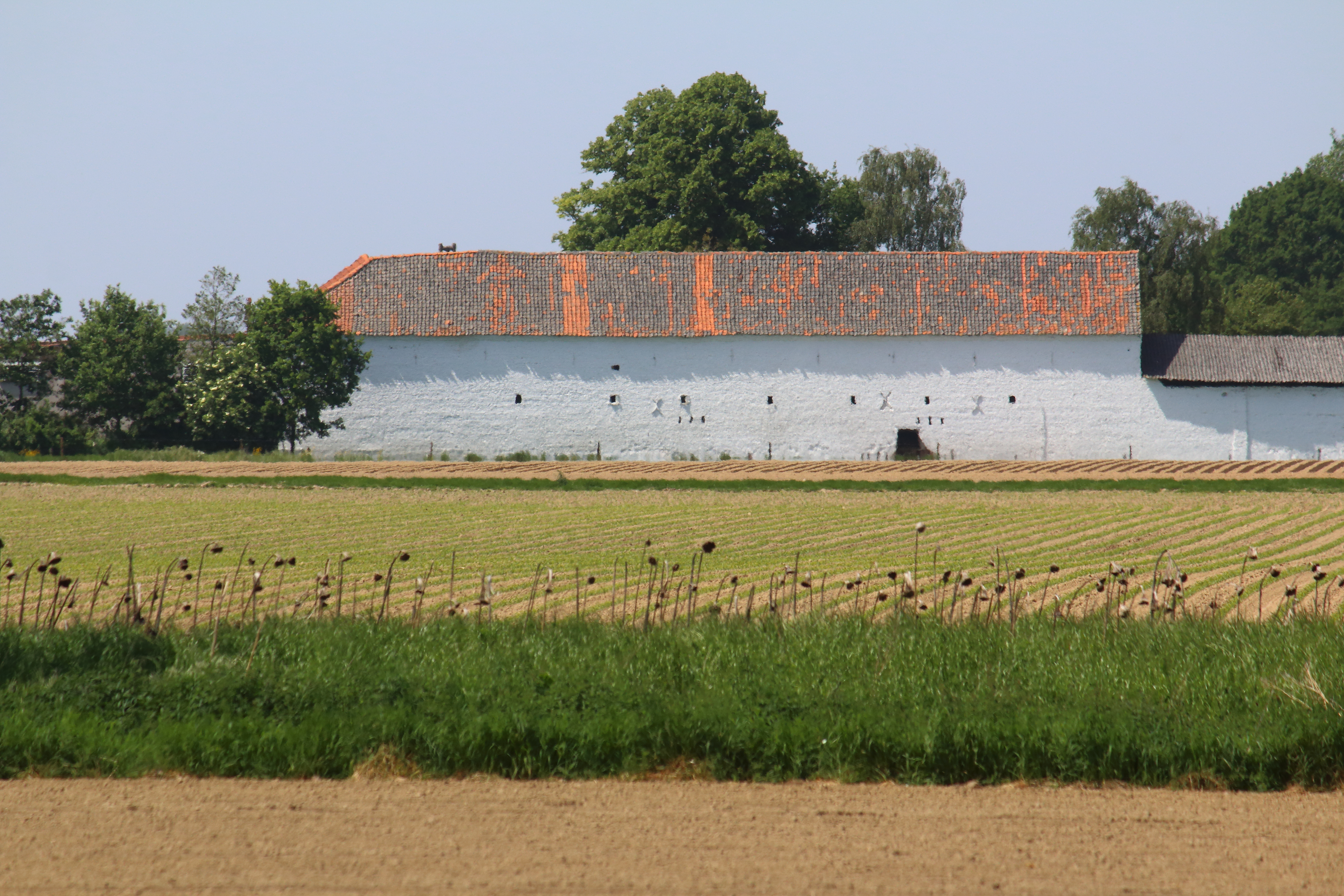
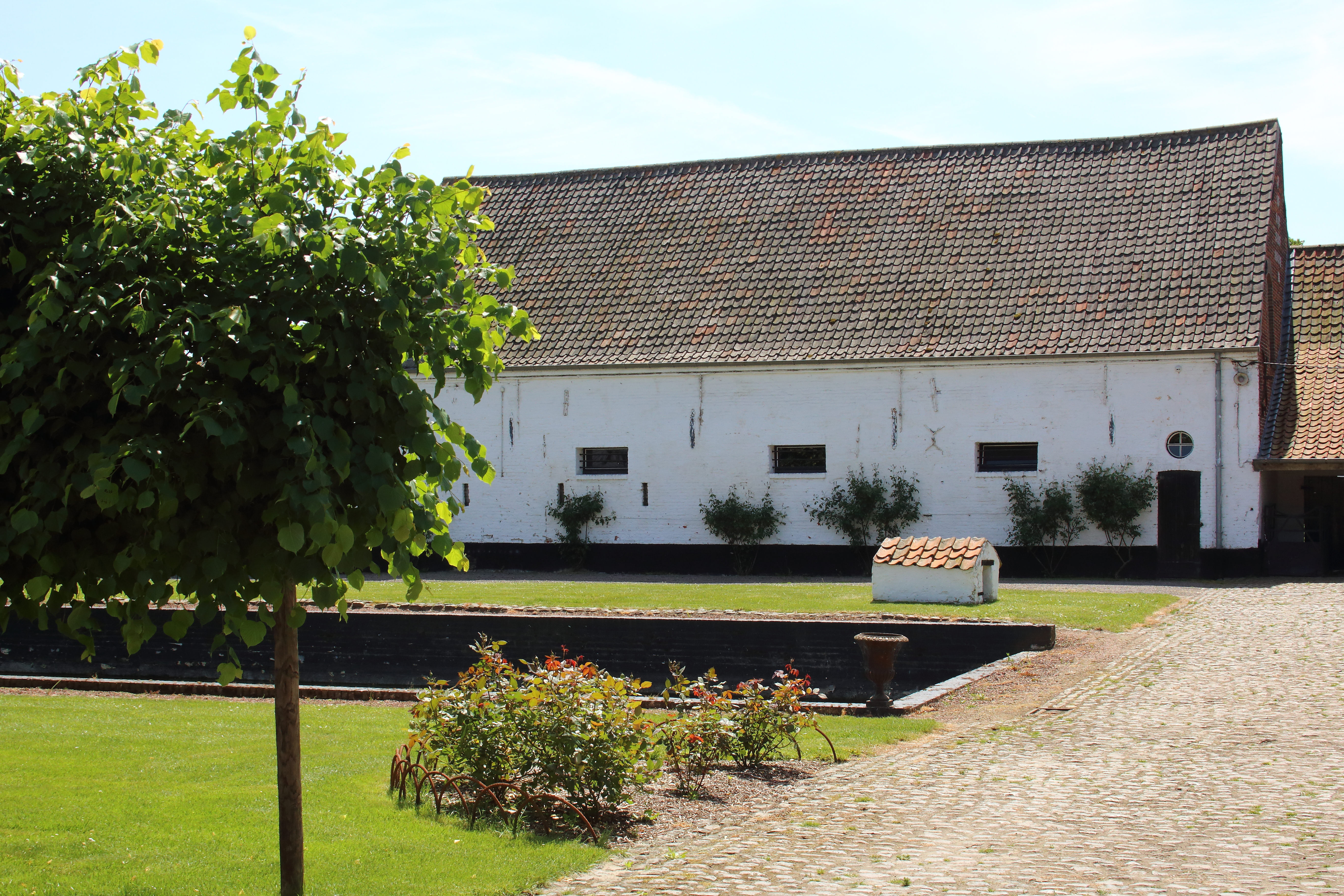
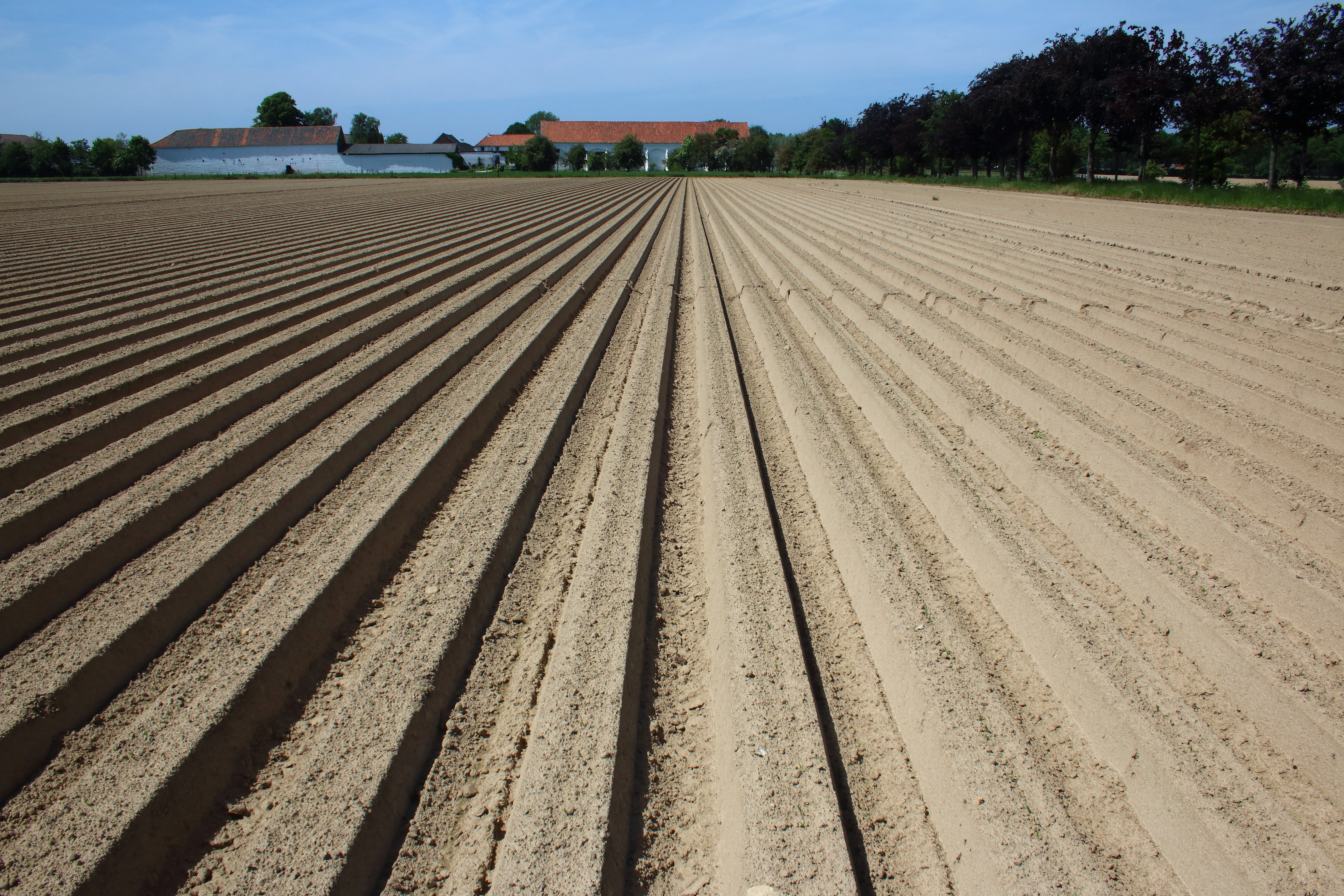
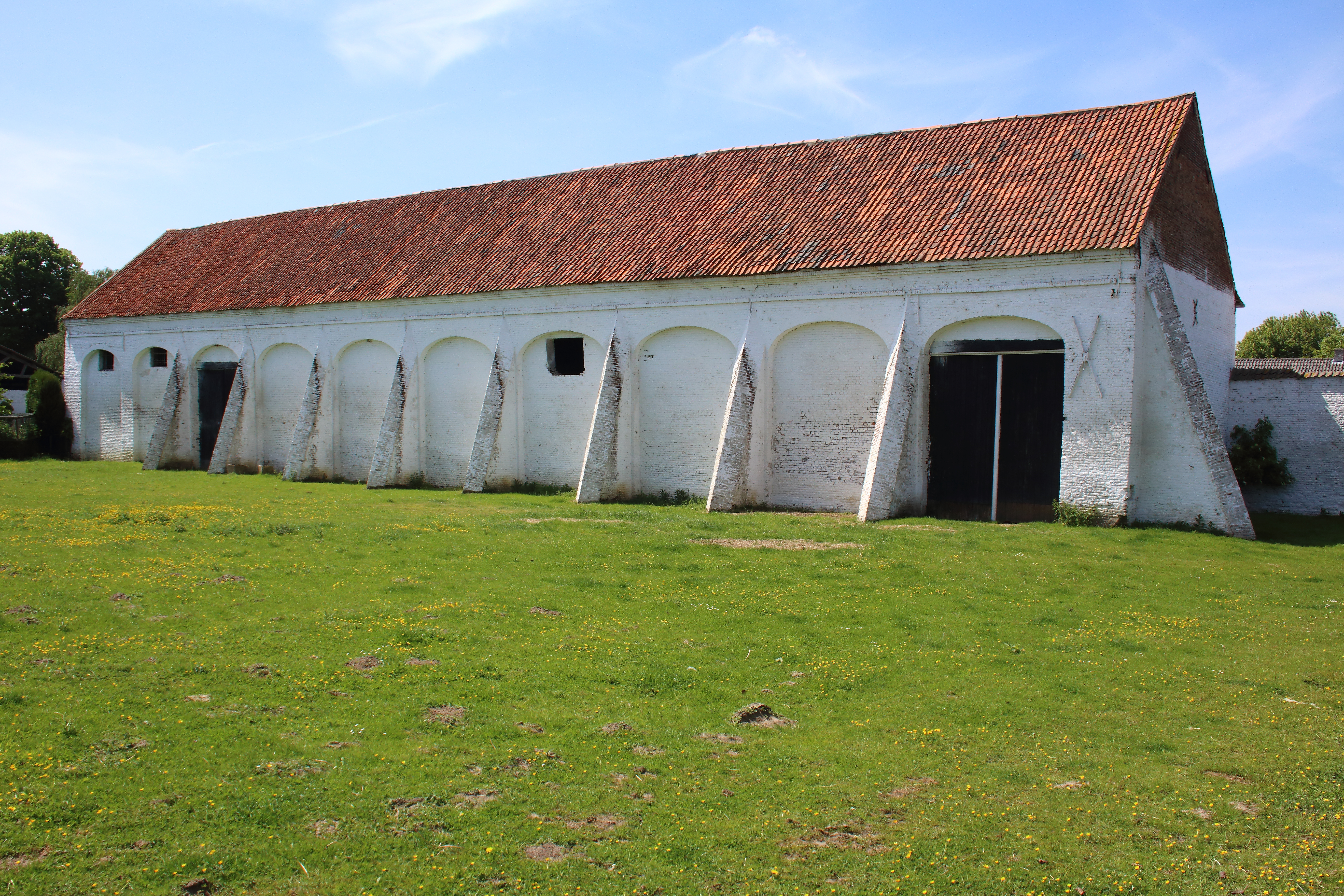
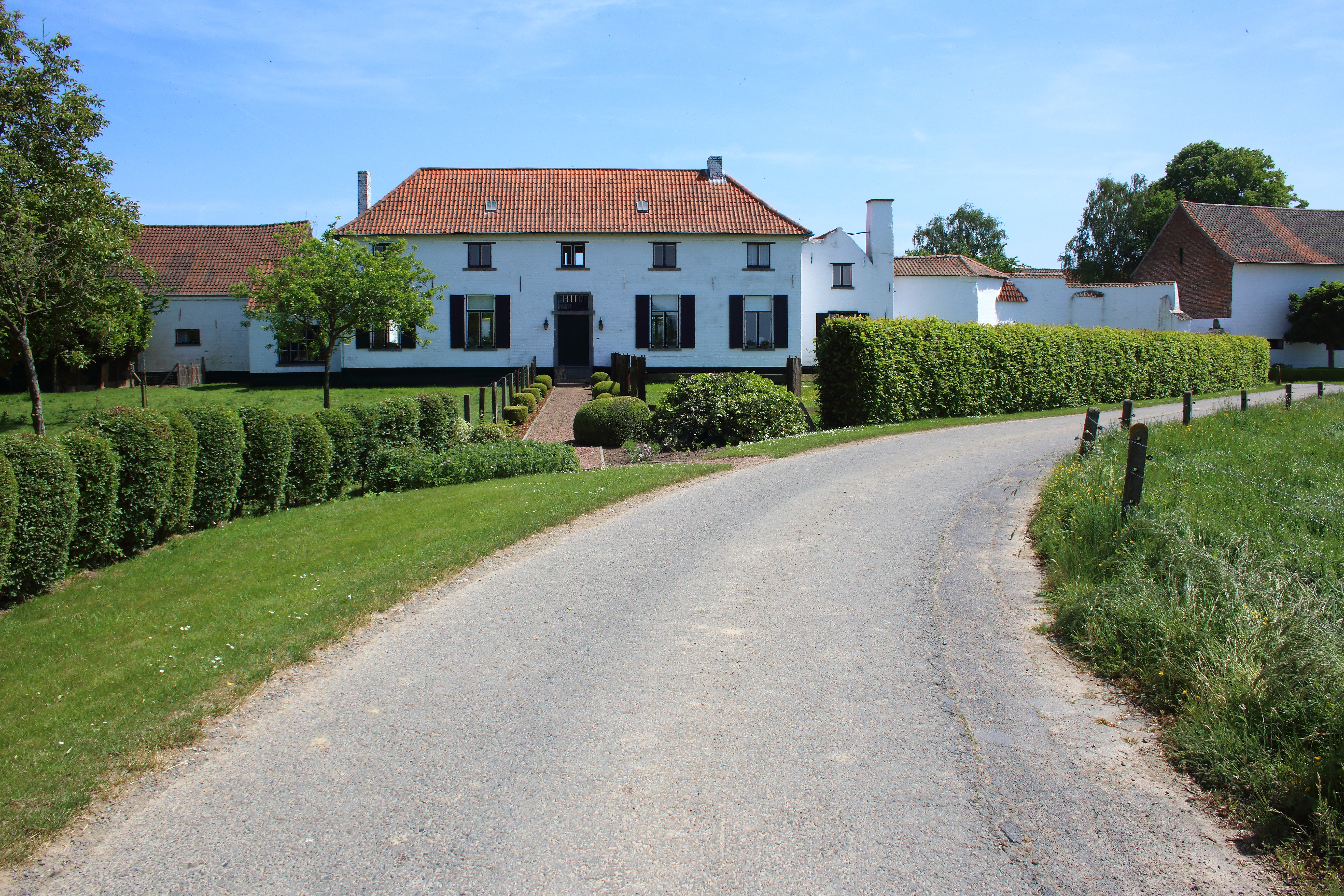
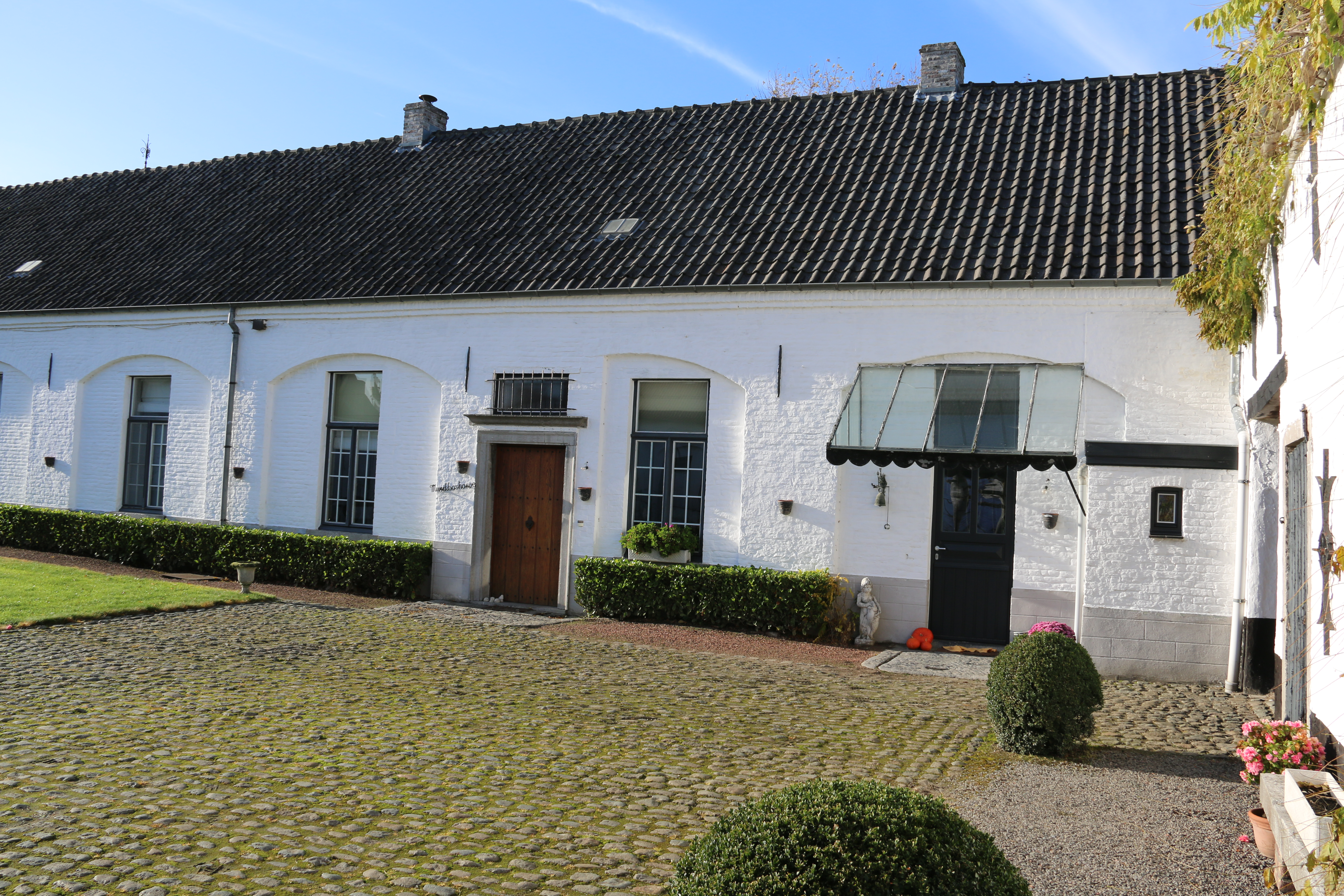
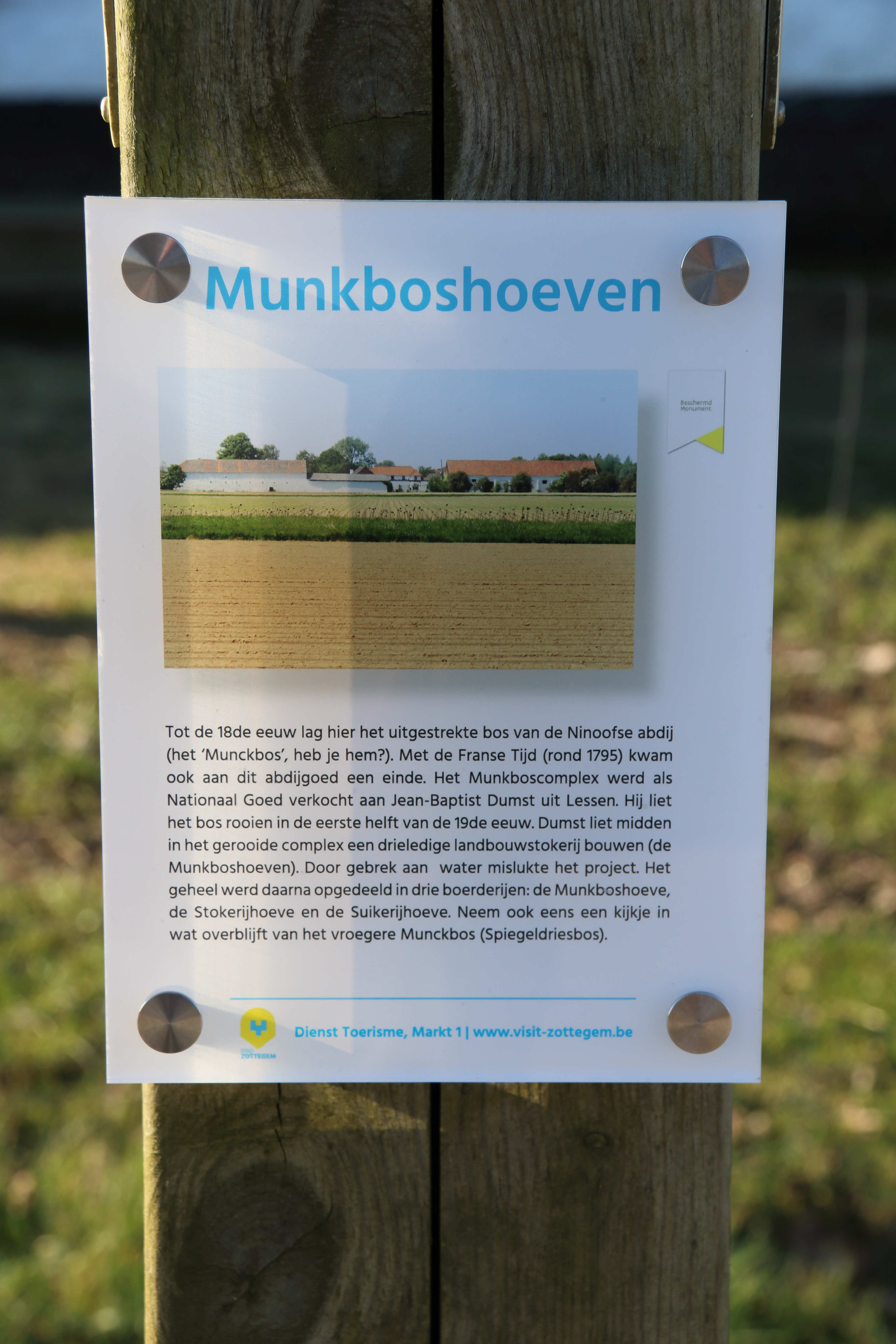
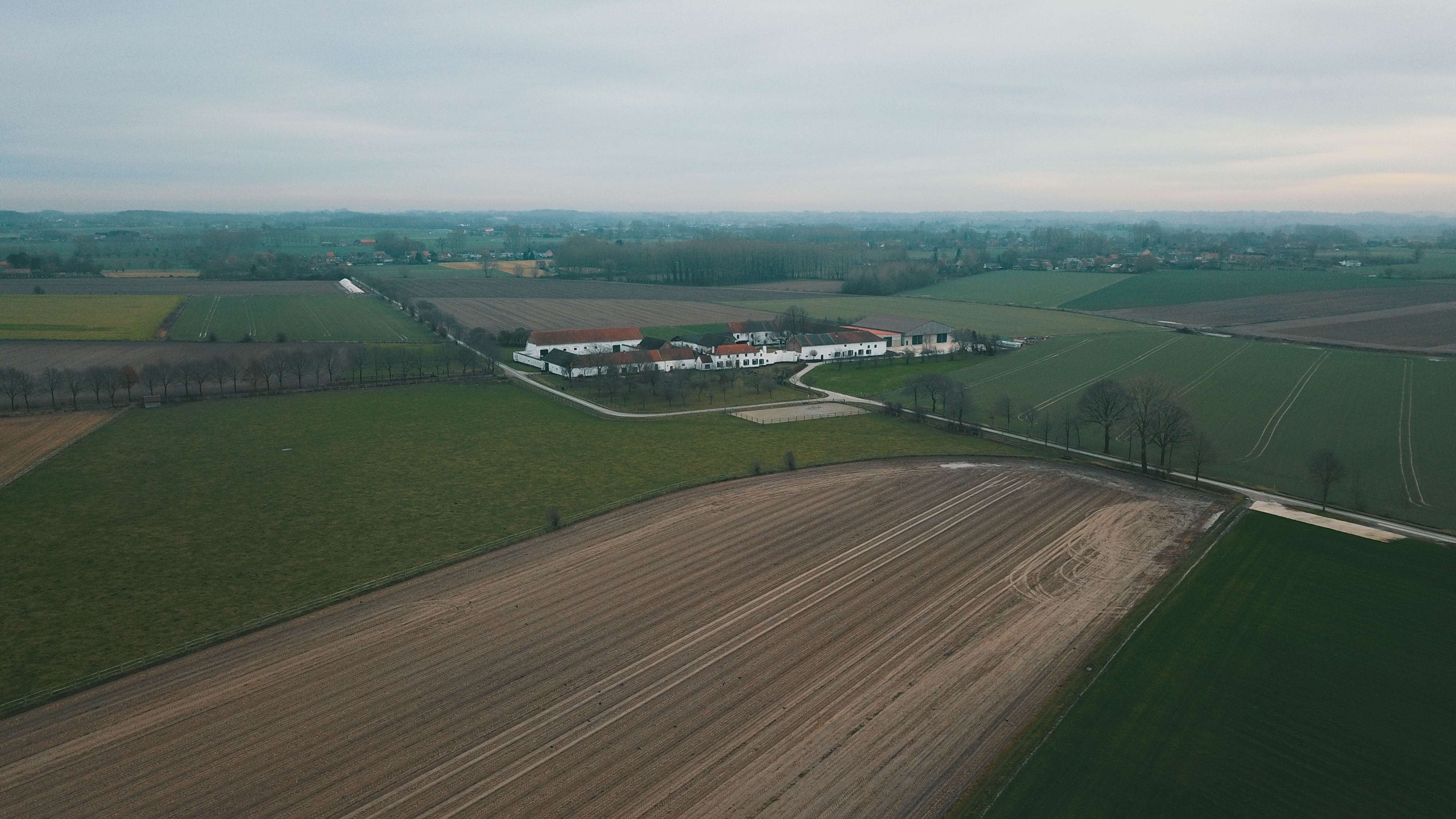